# Zona Oeste del Gran Buenos Aires

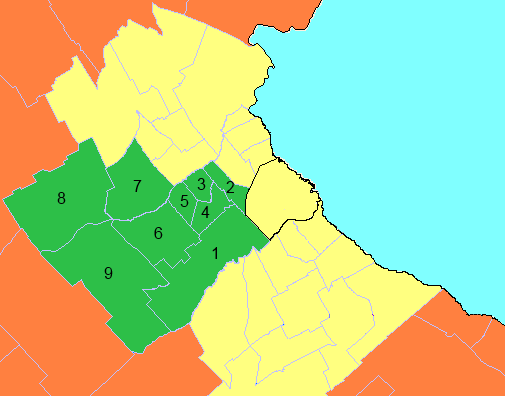
Partidos que se consideran generalmente dentro de la Zona Oeste:
1: La Matanza
2: Tres de Febrero
3: Hurlingham
4: Morón
5: Ituzaingó
6: Merlo
7: Moreno
8: General Rodríguez
9: Marcos Paz

La Zona Oeste es una de las zonas en la que se divide informalmente al Gran Buenos Aires, y se encuentra dentro de la provincia de Buenos Aires, en Argentina. Está constituida por los partidos ubicados al oeste de la Ciudad Autónoma de Buenos Aires.

## Componentes
- Departamento judicial de Morón (1,253,964 habitantes (Indec, 2010)):

Morón,
Hurlingham,
Ituzaingó y
Merlo.
- Departamento judicial de San Martín (1,689,493 habitantes (Indec, 2010)):

Únicamente Tres de Febrero.
- Departamento judicial de La Matanza (2,037,428 habitantes (Indec, 2010)):

La Matanza.
- Departamento judicial Moreno - General Rodríguez (603,432 habitantes (Indec, 2010)):

Moreno y
General Rodríguez.
- Departamento judicial de Mercedes (588,214 habitantes (Indec, 2010)):

Únicamente Marcos Paz.

## Población
| Partido           | Cordón | Población 2022 |
| ----------------- | ------ | -------------- |
| La Matanza        | 1°     | 1.841.247      |
| Tres de Febrero   | 1°     | 364.176        |
| Hurlingham        | 2°     | 185.641        |
| Morón             | 1°     | 331.183        |
| Ituzaingó         | 2°     | 180.232        |
| Merlo             | 2°     | 582.486        |
| Moreno            | 2°     | 576.632        |
| General Rodríguez | 3°     | 142.709        |
| Marcos Paz        | 3°     | 67.011         |
| Total             | Total  | 4.271.317      |

## Características
Es una zona muy industrial de urbanización más reciente, que recibe a gran parte de los migrantes internos y fronterizos. Dentro de ellos, el extenso partido de La Matanza, con más de 1,7 millones de habitantes (2010), sólo superado en población por cinco jurisdicciones de primer orden (la provincia de Buenos Aires, la Provincia de Córdoba, la provincia de Santa Fe, la ciudad autónoma de Buenos Aires, y la provincia de Mendoza), tiene una gran importancia social, política y económica.
IDH:0,839

## Partidos
Dentro del conurbano bonaerense habitualmente se distinguen también los cordones o coronas, una serie de anillos sucesivos ubicados según su proximidad alrededor de la ciudad de Buenos Aires. Esta clasificación supone una cierta homogeneidad para cada uno de ellos, resultado de los distintos momentos en que se desarrollaron a medida que se extendía el aglomerado, sus condiciones habitacionales, la infraestructura presente y la densidad de población

### Primer cordón

#### Partido de La Matanza

Partido de La Matanza

Bandera del partido de La Matanza

Es el partido más extenso del conurbano bonaerense que limita con la Ciudad de Buenos Aires y el más poblado de toda la provincia.

##### Historia
Creado en 1778. Límites con el partido de Morón fijados en 1812

##### Localidades
- San Justo (cabecera)
- Veinte de Junio
- Aldo Bonzi
- Ciudad Evita
- González Catán
- Gregorio de Laferrere
- Isidro Casanova
- La Tablada
- Lomas del Mirador
- Rafael Castillo
- Ramos Mejía
- Tapiales
- Villa Luzuriaga
- Villa Eduardo Madero
- Virrey del Pino

##### Demografía
| Censo     | 1869  | 1895    | 1914     | 1947     | 1960     | 1970    | 1980    | 1991      | 2001      | 2010      |
| --------- | ----- | ------- | -------- | -------- | -------- | ------- | ------- | --------- | --------- | --------- |
| Población | 3.248 | 4.498   | 17.935   | 98.471   | 401.738  | 659.193 | 949.566 | 1.121.298 | 1.255.288 | 1.775.816 |
| Variación | -     | +38,48% | +298,73% | +449,04% | +307,97% | +64,08% | +44,04% | +18,08%   | +11,94%   | +41,17%   |

#### Partido de Morón

Partido de Morón

Morón limita con los Partidos de Hurlingham, Ituzaingó, Merlo, La Matanza y Tres de Febrero

##### Historia
Se fundó en 1785 como Cañada de Morón, entre 1930 y hasta septiembre de 1945 se llamó Seis de Septiembre. En 1994 cedió tierras a los nuevos partidos de Hurlingham e Ituzaingó.

##### Localidades
- Morón (cabecera)
- Castelar
- Haedo
- El Palomar
- Villa Sarmiento

##### Demografía
| Tipo       | Año  | Habitantes |
| ---------- | ---- | ---------- |
| Censo      | 1854 | 3.267      |
| Reg Estad  | 1856 | 3.905      |
| Reg Estad  | 1858 | 3.996      |
| Reg Estad  | 1866 | 2.914      |
| Censo N    | 1869 | 3.488      |
| Censo prov | 1881 | 5.499      |
| Censo N    | 1895 | 7.880      |
| Censo N    | 1914 | 24.624     |
| Censo prov | 1938 | 65.750     |
| Censo N    | 1947 | 110.344    |
| Censo N    | 1960 | 341.920    |
| Censo N    | 1970 | 485.983    |
| Censo N    | 1980 | 598.420    |
| Censo N    | 1991 | 643.553    |
| Censo N    | 2010 | 321.109    |

#### Partido de Tres de Febrero

Partido de Tres de Febrero

Limita al este con la Capital Federal, al oeste con el Partido de General San Martín, al noreste con el Partido de San Miguel y al sur el límite con los partidos de Morón, Hurlingham y La Matanza

##### Historia
Se escindió en 1959 de San Martín.

##### Localidades
- Caseros (cabecera)
- Churruca
- Ciudad Jardín Lomas del Palomar
- Ciudadela
- El Libertador
- José Ingenieros
- Loma Hermosa
- Martín Coronado
- Once de Septiembre
- Pablo Podestá
- Sáenz Peña
- Santos Lugares
- Villa Bosch
- Villa Raffo

##### Demografía
| Censo     | 1960    | 1970    | 1980    | 1991    | 2001    | 2010    |
| --------- | ------- | ------- | ------- | ------- | ------- | ------- |
| Población | 263.391 | 313.460 | 345.424 | 349.376 | 336.467 | 340.071 |
| Variación | -       | +19,00% | +10,19% | +1,14%  | -3,69%  | +1.07%  |

### Segundo cordón

#### Partido de Hurlingham

Partido de Hurlingham

Limita al este con Tres de Febrero, al sur con Morón, al oeste con Ituzaingó y al norte con San Miguel.

##### Historia
Se creó en 1994 sobre tierras del partido de Morón.

##### Localidades
- Hurlingham (cabecera)
- Villa Tesei
- William C. Morris

##### Demografía
| Distribución poblacional de Hurlingham | Distribución poblacional de Hurlingham | Distribución poblacional de Hurlingham | Distribución poblacional de Hurlingham | Distribución poblacional de Hurlingham | Distribución poblacional de Hurlingham | Distribución poblacional de Hurlingham |
| Edad                                   | Población                              | %                                      | Argentinos                             | %                                      | Extranjeros                            | %                                      |
| -------------------------------------- | -------------------------------------- | -------------------------------------- | -------------------------------------- | -------------------------------------- | -------------------------------------- | -------------------------------------- |
| 0-9                                    | 27.509                                 | 15,18%                                 | 27.163                                 | 98,74%                                 | 346                                    | 1,26%                                  |
| 10-19                                  | 28.066                                 | 15,48%                                 | 27.486                                 | 98,15%                                 | 580                                    | 2,07%                                  |
| 20-29                                  | 28.941                                 | 15,97%                                 | 27.634                                 | 95,48%                                 | 1.307                                  | 4,52%                                  |
| 30-39                                  | 26.237                                 | 14,48%                                 | 25.004                                 | 95,30%                                 | 1.233                                  | 4,70%                                  |
| 40-49                                  | 21.111                                 | 11,65%                                 | 19.912                                 | 94,32%                                 | 1.199                                  | 5,68%                                  |
| 50-59                                  | 19.560                                 | 10,79%                                 | 18.319                                 | 93,66%                                 | 1.241                                  | 6,34%                                  |
| 60-69                                  | 15.278                                 | 8,43%                                  | 13.359                                 | 87,44%                                 | 1.919                                  | 12,56%                                 |
| 70-79                                  | 9.587                                  | 5,29%                                  | 8.327                                  | 86,86%                                 | 1.260                                  | 13,14%                                 |
| +80                                    | 4.952                                  | 2,73%                                  | 4.039                                  | 81,56%                                 | 913                                    | 18,44%                                 |
| Total                                  | 181.241                                | 100%                                   | 171.243                                | 94,48%                                 | 9.998                                  | 5,52%                                  |

#### Partido de Ituzaingó

Partido de Ituzaingó

Limita con los Partidos de Morón, Hurlingham, Merlo, Moreno y San Miguel. 

##### Historia
Se creó en 1994 con tierras del partido de Morón.

##### Localidades
- Ituzaingó (cabecera)
- Villa Udaondo

##### Demografía
El censo argentino de 2010 reveló que la población del partido de Ituzaingó era de 168.419 habitantes.

#### Partido de Merlo

Partido de Merlo

Limita al este con los partidos de Morón e Ituzaingó, al sur con La Matanza, al oeste con Marcos Paz y al norte con Moreno, General Rodríguez y el Río Reconquista.

##### Historia
Se fundó en 1864.

##### Localidades
- Merlo (cabecera)
- San Antonio de Padua
- Libertad
- Mariano Acosta
- Parque San Martín
- Pontevedra

##### Demografía
| Censo     | 1869  | 1895    | 1914    | 1947     | 1960     | 1970    | 1980    | 1991    | 2001    | 2010    |
| --------- | ----- | ------- | ------- | -------- | -------- | ------- | ------- | ------- | ------- | ------- |
| Población | 2.469 | 3.595   | 6.990   | 19.865   | 100.146  | 188.868 | 292.587 | 390.858 | 469.985 | 528.494 |
| Variación | -     | +45,61% | +94,44% | +184,19% | +404,13% | +88,59% | +54,92% | +33,59% | +20,24% | +12,4%  |

#### Partido de Moreno

Partido de Moreno

Limita con los partidos de General Rodríguez, Pilar, San Miguel, José C. Paz, Ituzaingó, Marcos Paz y Merlo.

##### Historia
Se fundó en 1864, incluyendo parte de Gral. Sarmiento hasta 1889

##### Localidades
- Moreno (cabecera)
- La Reja
- Francisco Álvarez
- Cuartel V
- Trujui
- Paso del Rey

##### Demografía
- Población 1991 : 287,715 habitantes (Indec, 1991)
- Población 2001 : 380,503 habitantes (Indec, 2001)
- Población 2010 : 452.505 habitantes (INDEC, 2010)

### Tercer cordón

#### Partido de General Rodríguez

Partido de General Rodríguez

lindando con los partidos de Pilar, Moreno, Marcos Paz, Merlo y Luján.

##### Historia
General Rodríguez quedó bajo la jurisdicción de la Villa de Luján, situación que perduró hasta la sanción de la Ley del 25 de octubre de 1878, que creó el Partido nombrándolo en honor al exgobernador de Buenos Aires Martín Rodríguez.

##### Localidades
- General Rodríguez (cabecera)

##### Demografía
- Población 1991 : 48,383 habitantes (Indec, 1991)
- Población 2001 : 67,931 habitantes (Indec, 2001)
- Población 2010 : 87,339 habitantes (Indec, 2010)
- Población 2022 : 143,469 habitantes (Indec, 2022)

#### Partido de Marcos Paz

Partido de Marcos Paz

Limita al norte con los partidos de General Rodríguez, Moreno y Merlo, al este con el Partido de La Matanza y al sur con Cañuelas y General Las Heras.

##### Localidades del partido
- Marcos Paz (cabecera)
- Elías Romero
- Santa Rosa
- Lisandro de la Torre
- Santa Marta

##### Demografía
De acuerdo a los resultados definitivos del último censo nacional de población, en 2010 la población ascendía a 54.181 habitantes, de los cuales 27.802 eran varones y 26.379, mujeres. El índice de masculinidad era de 105,4. En 2010, prevalecía la población entre 15 y 59 años (33.054). Los menores de 14 años eran 15.702 y los mayores de 60, 5.425. En cuanto al origen de la población, los argentinos eran 51.522 y los extranjeros 2.959, es decir el 5,46 por ciento del total. El primer grupo de extranjeros estaba representado por los paraguayos (1.331), seguidos por los bolivianos (734), uruguayos (326), peruanos (148), italianos (94), chilenos (87), españoles (58), japoneses (23), brasileros (21), africanos (12), chinos (8), franceses (6), alemanes (2), coreanos (1) y taiwaneses (1). Del total de la población mayor de 3 años encuestada, 23.234 declararon utilizar la computadora en sus viviendas particulares mientras que 25.412 dijeron no tener dicha posibilidad.

## Accesos
Sus principales vías de vinculación con la ciudad de Buenos Aires son la autopista Acceso Oeste, la Ruta Nacional 3, la RP 40 (Ex200), la RP 8 (Ex RN8).
También importantes son la autopista de circunvalación Camino del Buen Aire y RP 4 (Camino de cintura).

## Servicios de trenes
La zona es atravesada por diversas líneas de ferrocarril, fundamentalmente destinadas a servicios de pasajeros metropolitanos. Se cuentan la línea San Martín, con inicio en Retiro y final en Domingo Cabred, la línea General Roca (Ramal Temperley-Haedo), la línea Urquiza desde la estación Federico Lacroze en el barrio porteño de Chacarita hasta la estación General Lemos, la línea Sarmiento, que inicia en la estación Once (terminando en Moreno) y la línea Belgrano Sur, que en sus distintos ramales, une la zona sur de la ciudad de Buenos Aires con localidades del partido de La Matanza, así como también con algunos de los partidos de Merlo y Morón.

## Galería de imágenes

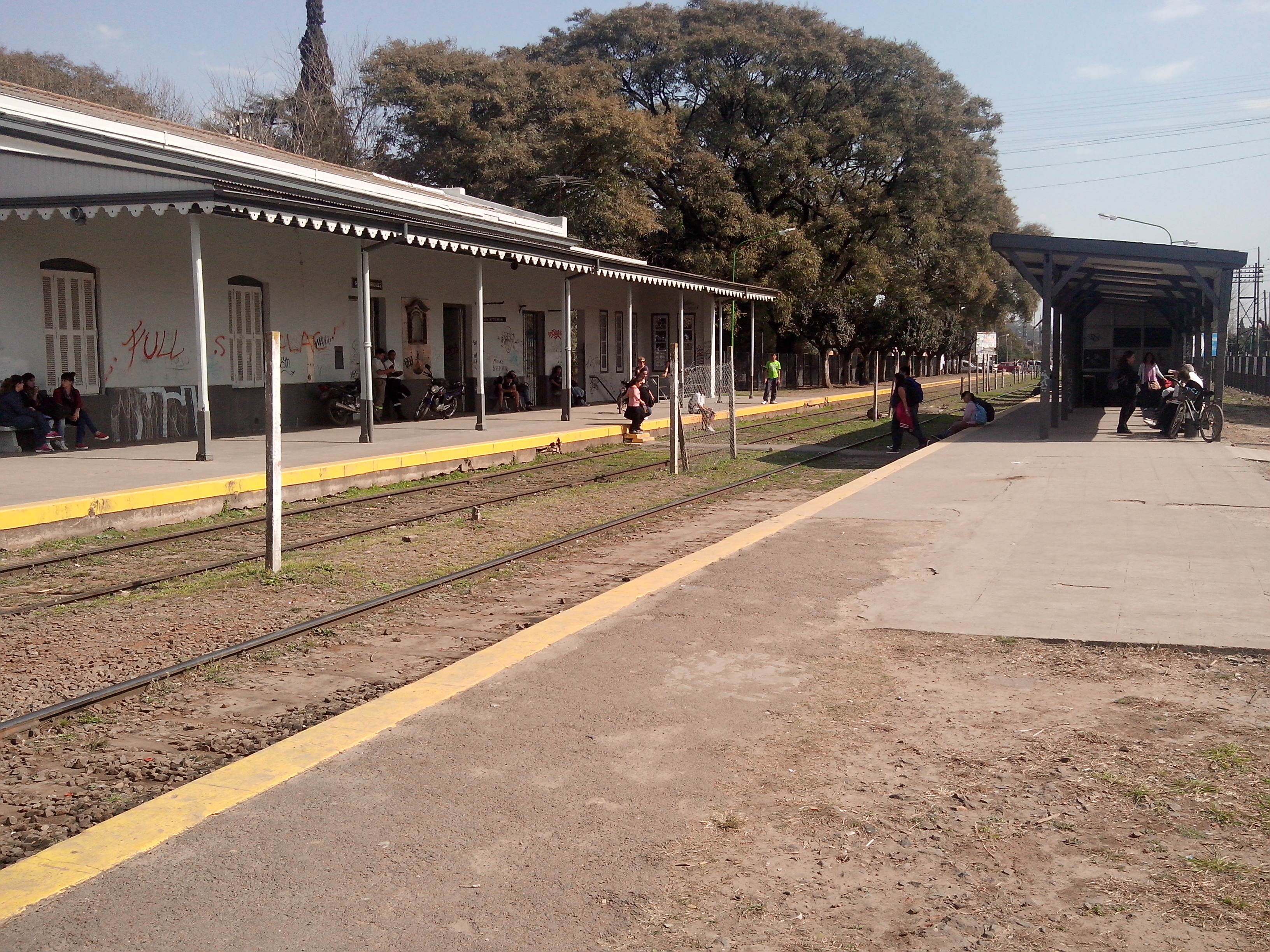
Estación de General Rodriguez
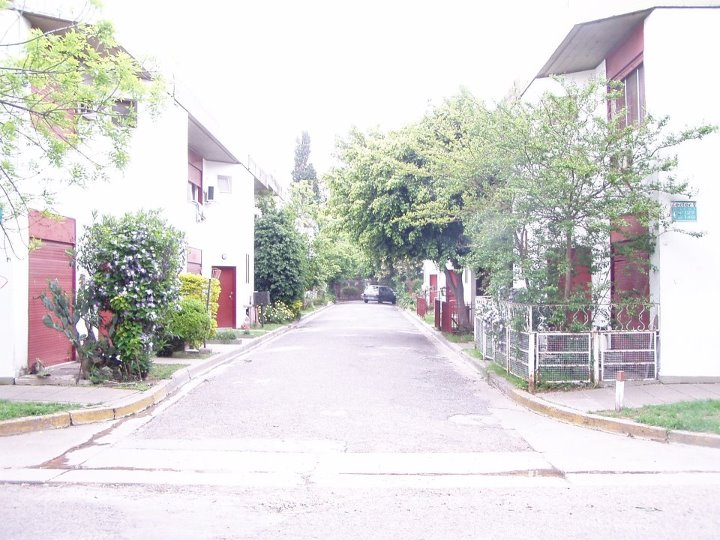
Calle de Hurlingham
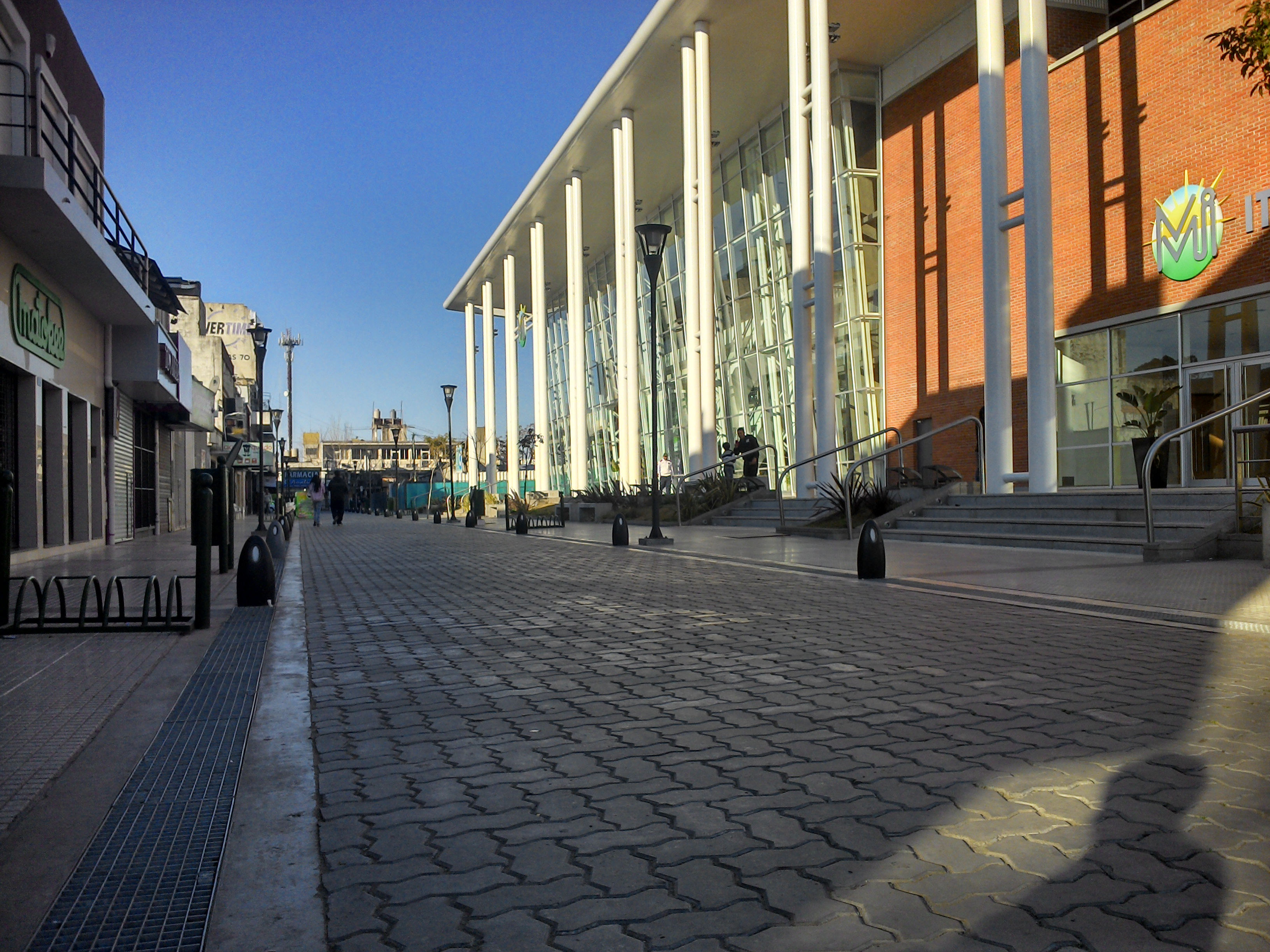
Calle peatonal de Ituzaingó
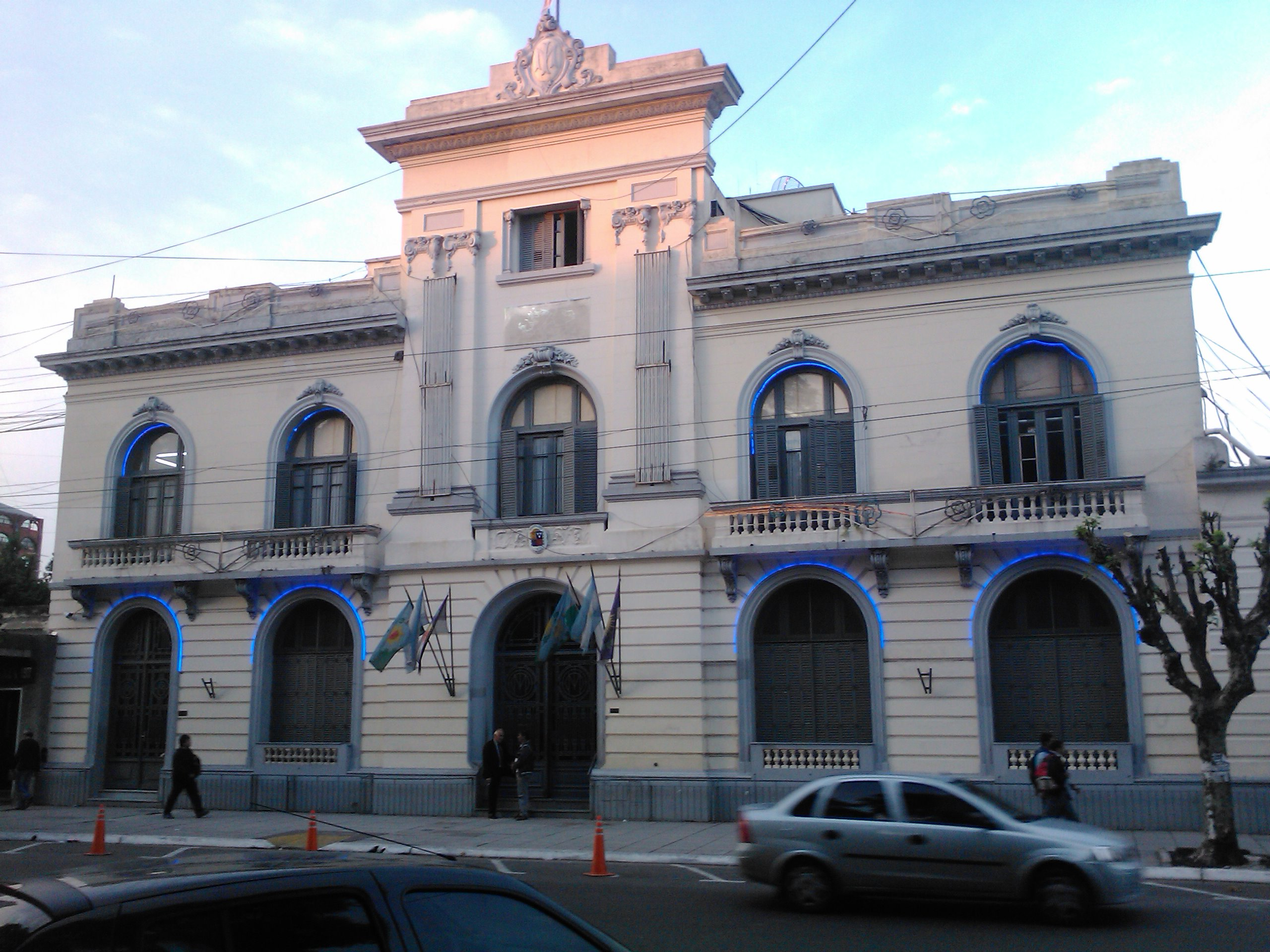
Municipalidad de La Matanza
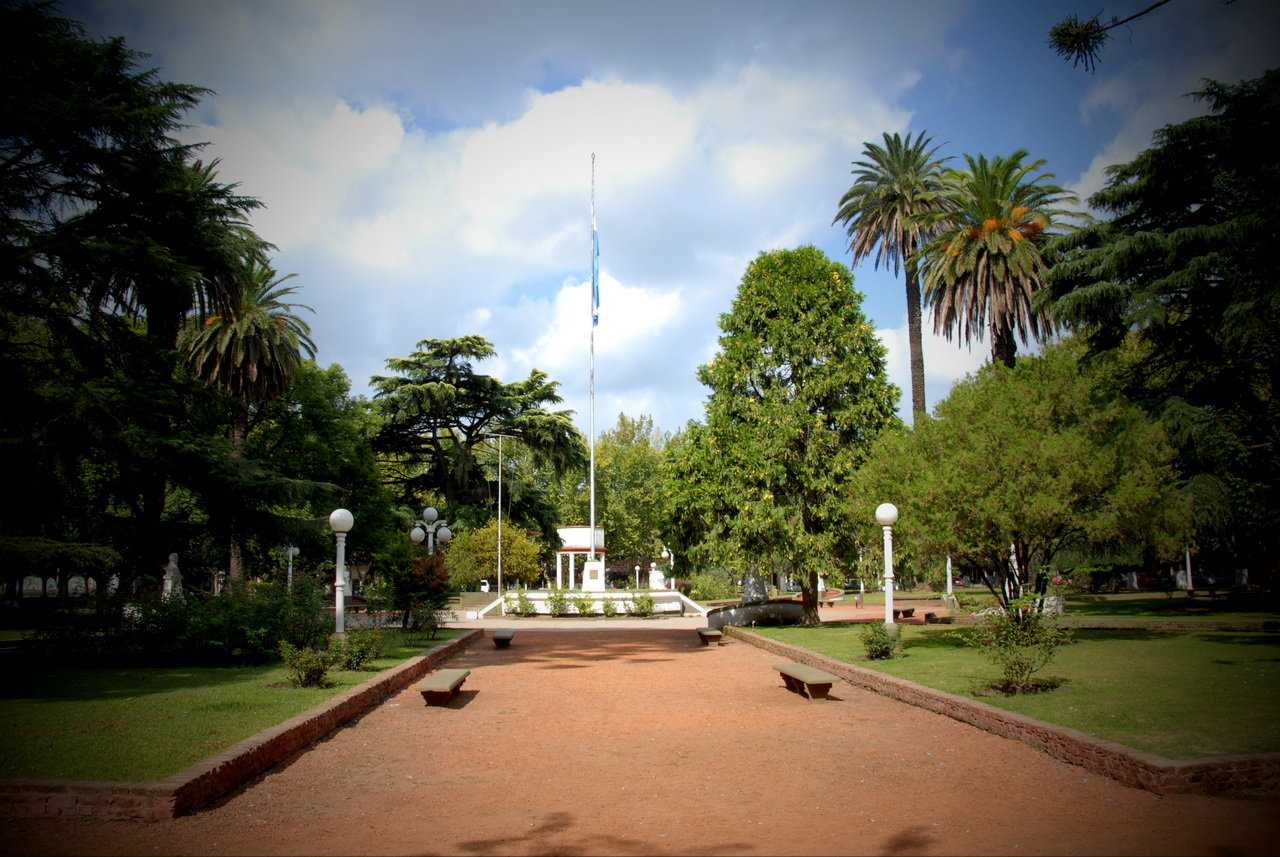
Plaza principal de Marcos Paz
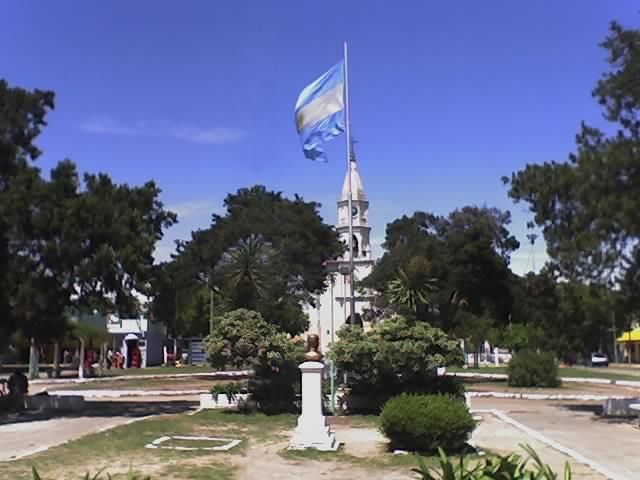
Casco histórico de Merlo
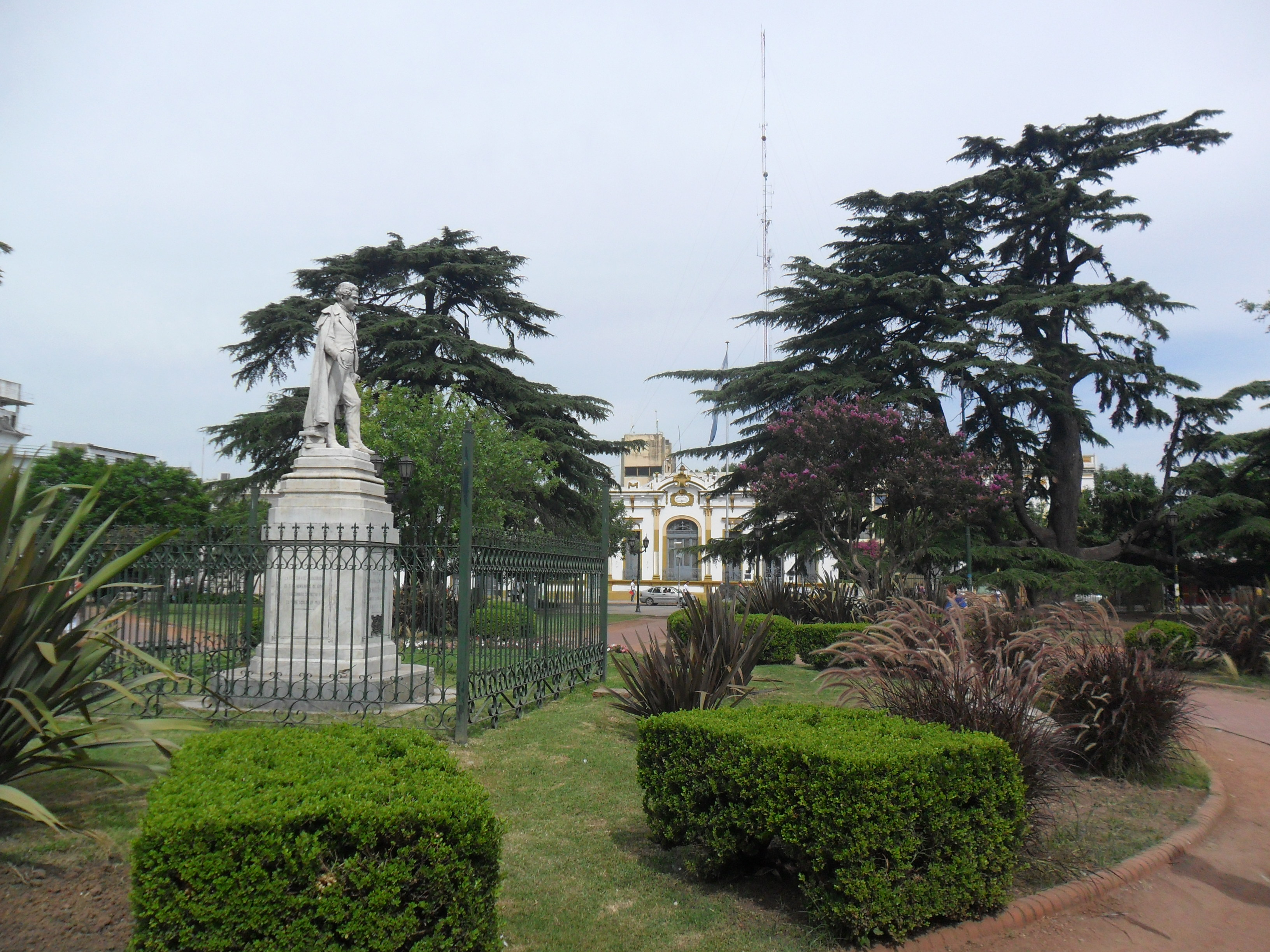
Plaza Mariano Moreno
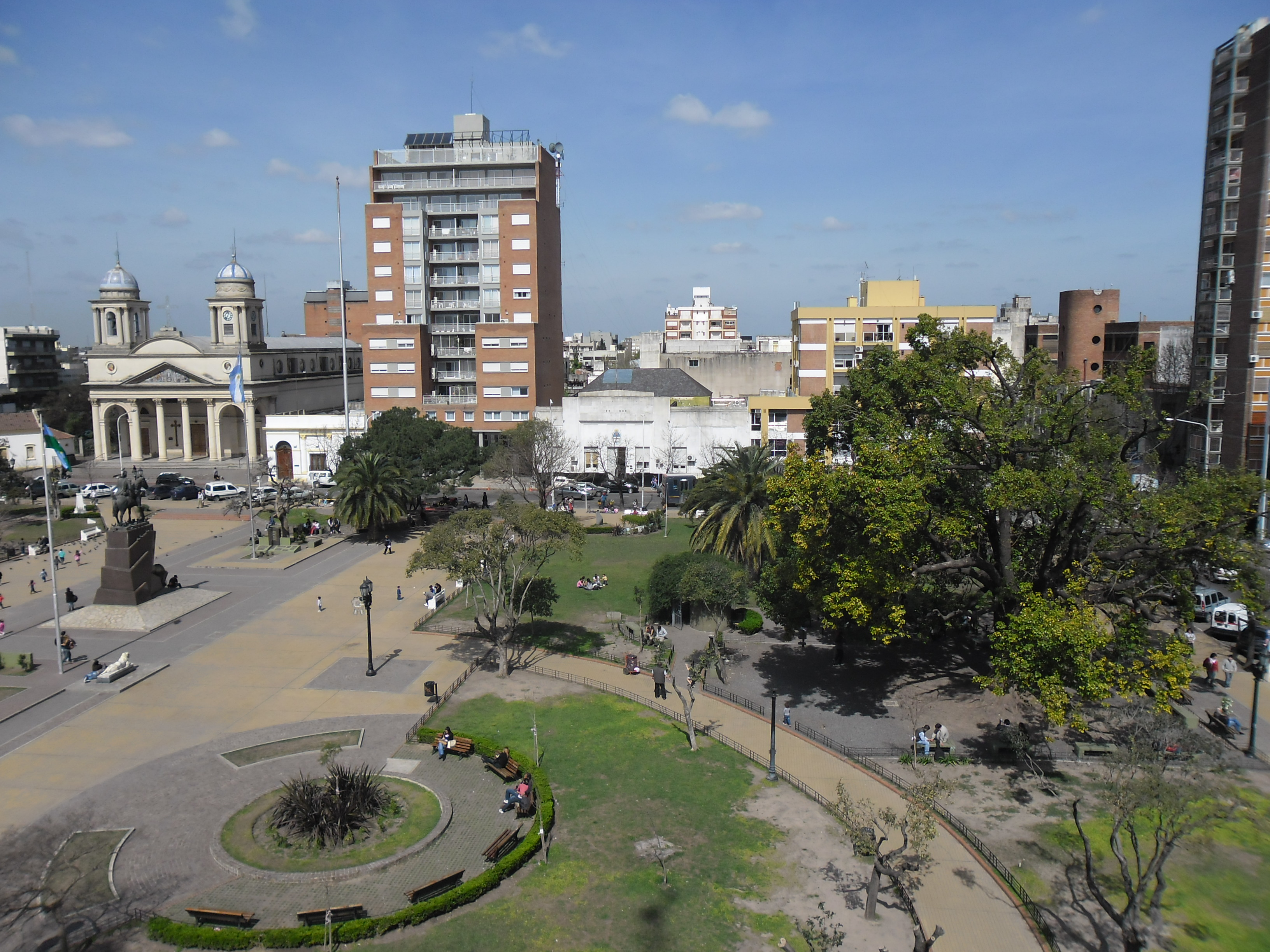
Centro cívico de Morón
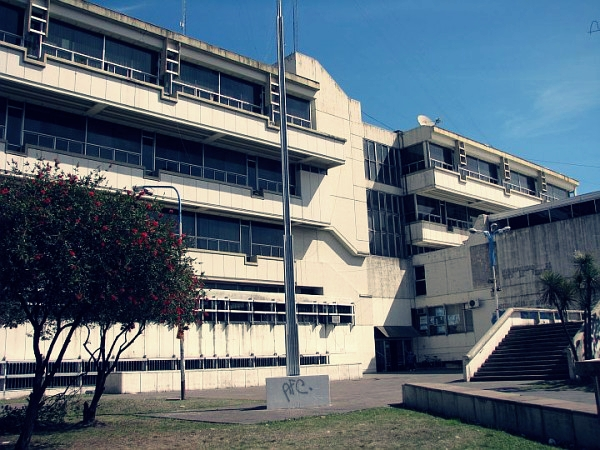
Municipalidad de Tres de Febrero